# Mona Friedlander
Pour les articles homonymes, voir Friedlander.
Mona Friedlander ou Mrs Mona Renee Vera Ernesta Forward, née en 1915 à Londres, est une pilote britannique. Elle fait partie des huit pilotes fondatrices de la section féminine de l'Air Transport Auxiliary.

## Biographie
Mona Renee Vera Ernesta Friedlander est la fille d'un riche banquier britannique. La famille vit à Park Lane. Ses parents financent dans un premier temps sa licence de pilote, mais ne veulent pas la soutenir par la suite, alors que son ambition s'intensifie.  
La jeune femme souhaite devenir instructrice de vol. Elle poursuit sa formation malgré la réticence de sa famille, et trouve un emploi de pilote lors de la période estivale, en s'envolant le long des plages traînant des bannières promotionnelles. 
En 1939, Mona Friedlander travaille pour la Air Taxis Ltd de Croydon, lorsque le gouvernement britannique décide de délocaliser l'entreprise à Manchester,.

## Seconde Guerre mondiale

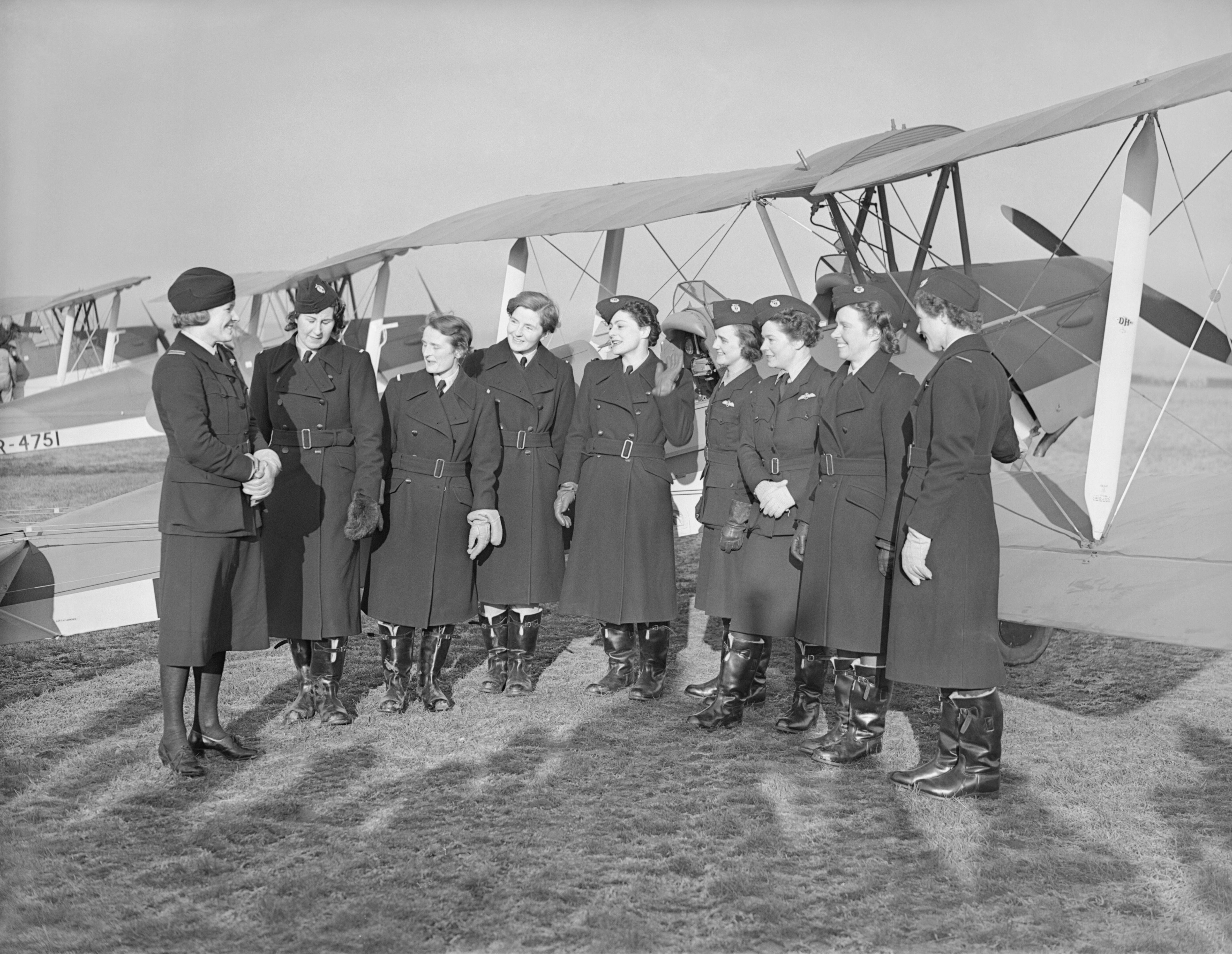
The Air Transport Auxiliary, 1939-1945. Pauline Gower (à l'extrême gauche), commandante de la section des femmes de l'ATA, se tient avec huit autres pilotes fondatrices de cette section, Winifred Crossley, Margaret Cunnison, Margaret Fairweather, Mona Friedlander, Joan Hughes, G Paterson, Rosemary Rees et Marion Wilberforce.

Mona Friedlander est l'une des huit pilotes fondatrices de la section des femmes de l'Air Transport Auxiliary (ATA) lors de la Seconde Guerre mondiale. Sous la direction de la commandante Pauline Gower, l'organisation britannique active jusqu'en 1945, a pour objectif d'assurer le transfert des avions neufs, réparés ou endommagés entre les usines et aérodromes militaires en service, et notamment les aérodromes de livraison aux États-Unis,.
Le rôle est si nouveau, que Mona Friedlander doit concevoir, puis demander à un tailleur de lui confectionner son uniforme,. La pilote réalise de nombreux vols de nuit, et effectue des allers-retours le long d'un itinéraire défini, afin que les artilleurs britanniques puissent utiliser son avion pour s'entraîner à identifier sa portée et sa direction à l'aide de leur équipement d'écoute. Il s'agit d'un vol de coopération avec l'armée,.  
Malgré l'importance et la difficulté de ces vols, Mona Friedlander ne trouve pas d'opérateur pour voler avec elle. Finalement, un homme accepte de s'associer à la femme pilote, d'autres partenaires volontaires suivent ensuite. 
En 1943, Mona Friedlander est remerciée de l'Air Transport Auxiliary. Elle est alors chargée d'inspecter les photographies de presse pour décider si celles-ci révèlent des informations confidentielles.  

## Reconnaissance
En 1985, l'Imperial War Museum enregistre la biographie de Mona Friedlander comme une histoire orale. Une compagnie de bus à Hatfield nomme ses huit bus d'après les huit premières pilotes de la Tiger Moth au sein de l'Air Transport Auxiliary, y compris Mona Friedlander,. En 2008, le Premier ministre Gordon Brown, décerne un prix spécial aux pilotes survivants de l'ATA, dont quinze femmes et une centaine de pilotes masculins. 